# Füstös bukó
A füstös bukó vagy brazíl bukó (Mergus octosetaceus) a lúdalakúak (Anseriformes) rendjébe, ezen belül a récefélék (Anatidae) családjába tartozó faj.

## Rendszerezése
A fajt Jean Viellot francia ornitológus írta le 1817-ben.

## Előfordulása
Dél-Amerika keleti részén, Argentína, Brazília és Paraguay területén honos. Természetes élőhelyei az édesvizű tavak, folyók és patakok környéke. Állandó, nem vonuló faj.

## Megjelenése
Testhossza 49–56 centiméter, testtömege 600–700 gramm. Lába vörös, míg feje zöld színű. Teste palaszürke tollazatú.

## Életmódja
Általában 6-19 centiméter közötti halakkal táplálkozik, de fogyaszt puhatestűeket és rovarokat is.

## Természetvédelmi helyzete
A populáció fogyatkozásának oka nem teljesen ismert, de feltehetően az élőhely elvesztése lehet a fő tényező. A becsült egyedszáma 50-249 példány közötti. A Természetvédelmi Világszövetség Vörös listáján súlyosan veszélyeztetett fajként szerepel.